# Francis Collomp
Pour les articles homonymes, voir Collomp.
Francis Collomp, né à Saint-Julien-du-Verdon dans les Alpes-de-Haute-Provence le 19 décembre 1949 et mort à Saint-Paul de La Réunion le 12 juin 2019,, est un ingénieur français, ex-otage du groupe terroriste Ansaru. C'est un des rares otages enlevés par des djihadistes à être parvenu à s'évader seul, sans aide extérieure. 

## Enlèvement au Nigéria
Francis Collomp travaillait pour le groupe français Vergnet, spécialisé dans les énergies renouvelables, lorsqu'il a été enlevé le 19 décembre 2012 dans le nord du Nigeria par le groupe Ansaru. Ce groupe a envoyé une trentaine d'hommes, qui après avoir tué deux gardes du corps et un voisin, a enlevé l'ingénieur dans sa maison de Rimi.
Le 16 novembre 2013, soit près de 11 mois après son enlèvement, Francis Collomp alors séquestré dans la commune de Zaria (État de Kaduna au Nigéria) échappe à la vigilance de ses ravisseurs et se réfugie dans un commissariat de la ville avant d'être pris en charge par la diplomatie française présente dans l'État. François Hollande annonce son rapatriement en France le 18 novembre 2013.

## Adaptations en livres et au cinéma
En 2015, Francis Collomp publie un livre où il raconte son enlèvement et sa détention.